# Bomby niżowe
Bomby niżowe – gwałtownie rozwijające się niże baryczne (bomby cyklonowe), w których obniżanie się ciśnienia wynosi więcej niż 24 hPa na dzień. 
Prawie zawsze bomby są związane z cyklonem, który rozwinął się w zimie nad Ameryką Północną i przeszedł nad Ocean Atlantycki, zwłaszcza nad ciepłe wody Prądu Zatokowego.